# Justynówka (województwo lubelskie)
Justynówka – wieś w Polsce, położona w województwie lubelskim, w powiecie tomaszowskim, w gminie Tomaszów Lubelski.
| SIMC    | Nazwa  | Rodzaj    |
| ------- | ------ | --------- |
| 0902197 | Dolina | część wsi |
| 0902205 | Wygon  | część wsi |

W latach 1975–1998 wieś administracyjnie należała do województwa zamojskiego.
Wieś jest sołectwem w gminie Tomaszów Lubelski. Według Narodowego Spisu Powszechnego z roku 2011 wieś liczyła 211 mieszkańców.
Wierni Kościoła rzymskokatolickiego należą do parafii Matki Bożej Częstochowskiej w Podhorcach.